# Alun Menai Williams
Alun Menai Williams (Glamorgan, 20 de febrero de 1913 - Cardiff, 2 de julio de 2006) fue un minero de Gales, Reino Unido, que participó en las unidades auxiliares de sanidad en las Brigadas Internacionales durante la guerra civil española en defensa de la legalidad republicana.
Hijo de una familia de mineros, siguió el oficio hasta que en 1931 consiguió incorporarse a la Armada Británica dentro del cuerpo sanitario, sirviendo en Egipto. Fue activista antifascista desde su juventud y participó en los enfrentamientos con los Camisas Negras de Oswald Mosley en Londres en octubre de 1936, resultando gravemente herido. A partir de ese momento se planteó llegar a España para unirse a los brigadistas que combatían al fascismo. Como turista cruzó el Canal de La Mancha y, tras fracasar en su intento por viajar vía Perpiñán, trató de entrar en España embarcado en el buque Ciudad de Barcelona, que fue torpedeado y hundido por un submarino de las fuerzas italianas que apoyaban a los sublevados. Williams salvó la vida (murieron en el ataque 187 de 312 pasajeros).
Se incorporó a las unidades auxiliares sanitarias de la Brigadas Internacionales en Albacete, atendiendo a los heridos en diversas unidades: batallón Thaelmann, Garibaldi, George Washington, Abraham Lincoln y Británico. Estuvo en la batalla del Jarama y en la de Brunete, pero su principal destino fue durante la batalla del Ebro, donde destacó en sus servicios médicos, arriesgando la propia vida. Durante el enfrentamiento fue herido de bala en un pie. Pudo participar en la despedida de las Brigadas Internacionales en Barcelona en 1938. Hasta 2005 no regresó a España, donde visitó los escenarios de la guerra. A lo largo de su vida recibió diversos homenajes en Gales y el Reino Unido.